# Ópera Actual (revista)
Ópera Actual es una revista especializada en ópera, editada en España desde 1991. Es una de las pocas revistas en idioma español dedicada al género.

## Historia
Fue fundada en 1991 por el profesor de la Universidad de Barcelona y crítico Roger Alier junto a sus alumnos Fernando Sans Rivière (actual director) y Marc Heilbron. Desde el primer número editado en octubre de ese año cuenta con el apoyo del Círculo del Liceo de Barcelona. Se edita mensualmente en papel y formato digital y se centra en la actividad operística española y en sus artistas, además de en la vida operística internacional.

Desde su inicio hasta 1998 se editaban cuatro números anuales; luego, hasta 2002, su aparición fue bimestral y desde ese año es una publicación mensual.

Desde 2002 la revista entrega sus premios anuales a los artistas e instituciones cuyo aporte haya sido relevante para la difusión del género en España. El premio 2018 destinado a instituciones le fue otorgado a la Fundación Teatro Real, en conmemoración a los 20 años de su reapertura y los 200 años de su fundación. En abril de 2016, con motivo de su 25º aniversario, reunió a los artistas más importantes de la lírica española, todos miembros de su Comité de Honor.

## Autoridades
En la actualidad, a cargo de la publicación se encuentran: 
- Director: Fernando Sans Rivière
- Jefe de Redacción: Pablo Meléndez-Haddad

Comité de honor
- Jaume Aragall
- Teresa Berganza
- Montserrat Caballé
- Josep Carreras
- Plácido Domingo
- Pedro Lavirgen
- Juan Pons
- Francisco Potenciano, presidente de Ópera XXI
- Birgitta Svendén, presidenta de Ópera Europa
- María Victoria Alcaraz, presidenta de Ópera Latinoamérica
- Gregorio Marañón y Bertrán de Lis, presidente del Patronato del Teatro Real (Madrid)
- Presidente-fundador: Roger Alier
- Vicepresidentes: Ignacio García-Nieto, presidente del Círculo del Liceo, y Marcelo Cervelló